# قلعة موغوشوايا
هي بناية تاريخية تقع في مقاطعة ايلفوف في رومانيا، وتبعد عن العاصمة بوخارست 15 كم، ويوجد برج في ساحة القلعة.

## التاريخ
قام كونسانتين برانكوفيانو ببناء القلعة عام 1702م .